# 2039
Het jaar 2039 is een jaartal in de 21e eeuw volgens de christelijke jaartelling.

## Gebeurtenissen
- Dit jaar zal het dossier over de moord op president Kennedy van de commissie-Warren openbaar gemaakt worden.
- Op 2 september verloopt het Destroyers for Bases Agreement-verdrag. Door dit verdrag konden de Verenigde Staten vanaf 1940 99 jaar lang kosteloos gebruikmaken van Britse militaire bases.
- 7 november vindt een Mercuriusovergang plaats.

## In fictie
- Twee personages uit de poppenserie Thunderbirds worden dit jaar geboren: Lady Penelope op 24 december en Scott Tracy op 4 april.